# تجميع ذاتي

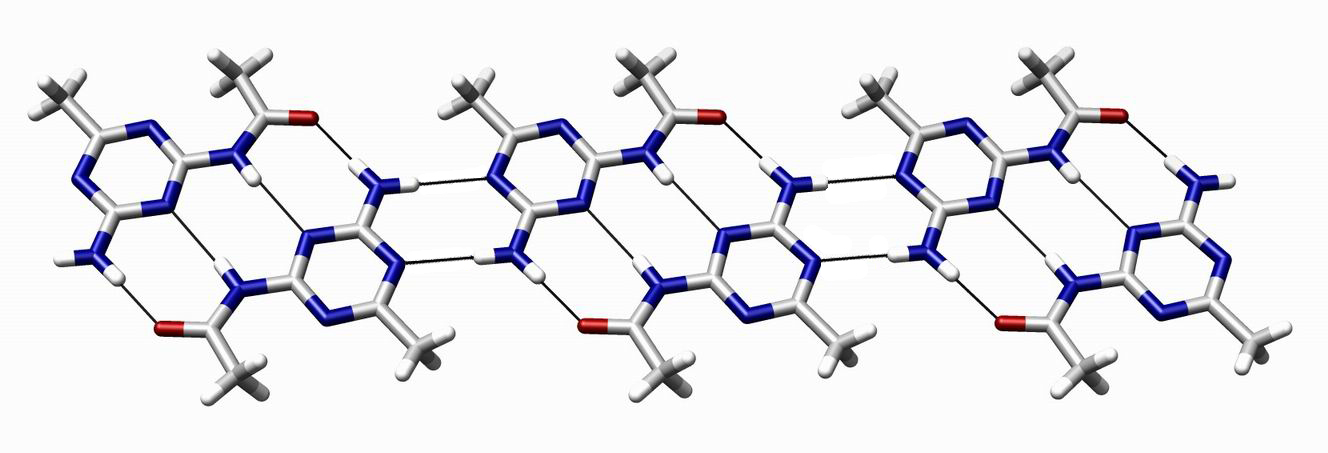
مثال للتجميع الذاتي الجزيئي بواسطة روابط الهيدروجين.

يمثل التجميع الذاتي الجزيئي عمليةً تكتسب الجزيئات من خلالها ترتيباً معيناً محدداً بدون أي إرشادٍ أو ترتيبٍ من مصدرٍ خارجيٍ. ويوجد هناك نوعين من التجميع الذاتي self-assembly، وهما تجميع ذاتي ضمن جزيئي intramolecular وتجميع ذاتي بين جزيئي intermolecular. وغالباً ما يشير مصطلح التجميع الذاتي الجزيئي إلى التجميع الذاتي بين الجزيئي، في حين كثيراً ما يُستخدم مصطلح التجميع الذاتي ضمن الجزيئي للإشارة إلى عملية الطيّ folding.

## أنظمة الجزيئات الضخمة
تمثل عملية التجميع الذاتي الجزيئي فكرةً رئيسيةً في مجال كيمياء الجزيئات الضخمة  حيث أن تجمع الجزيئات يتم توجيهه من خلال التأثيرات المتبادلة غير التساهمية (على سبيل المثال الروابط الهيدروجينية، التساند الفلزي، التأثير الكاره للماء، قوى فان دير فالس، تأثيرات π-π (باي باي) المتبادلة، و/ أو التأثيرات الكهربائية الساكنة المتبادلة) بالإضافة إلى التفاعلات الكهرومغناطيسية. وتتضمن بعضا الأمثلة الشائعة تشكيل مذيلات (micelle)، الحويصلات، مراحل الكريستال السائل، وطبقات لانغومر الأحادية بواسطة الجزيئات ذات الفعالية السطحية. هذا وتوضح المزيد من أمثلة عمليات تجميع الجزيئات الضخمة أنه يمكن الحصول على تنوعٍ من الأشكال والأحجام المختلفة إثر استخدام عملية التجميع الذاتي الجزيئي.
هذا وسمح التجميع الذاتي الجزيئي بتكوين العديد من الهيكليات الجزيئية التي يصعب الحصول عليها. ومن الأمثلة على ذلك حلقات بوروميان (بالإنجليزية: Borromean ring)‏، وهي حلقات متداخلة والتي لو تم إزالة حلقةٍ منها من الداخل تسفر عن فتح باقي الحلقات. هذا وقد استخدم الحمض النووي الريبي منقوص الأكسجين لإعداد وتجهيز مشابهات من حلقات بوروميان. وحديثاً تم تجهيز بناءً مماثلاً باستخدام الكتل البنيوية غير الحيوية.

## الأنظمة الحيوية
يلعب التجميع الذاتي الجزيئي دوراً حيوياً لوظيفة الخلايا. فهو يظهر في عملية التجميع الذاتي للدهنيات (الليبيدات) وذلك لتشكيل غشاء الخلية، ولتكوين اللولب المزدوج للحامض النووي من خلال روابط هيدروجينية للشرائط المفردة، وتجميع البروينات لتشكيل بنى رابعية quaternary structure. وهنا نلاحظ أن التجميع الذاتي الجزيئي للبروتينات المطوية بطريقةٍ غير صحيحةٍ إلى ألياف نشوانية غير منحلة هو المسؤول عن الأمراض البريونية العصبية التنكسية المعدية.

## تقانة الصغائر

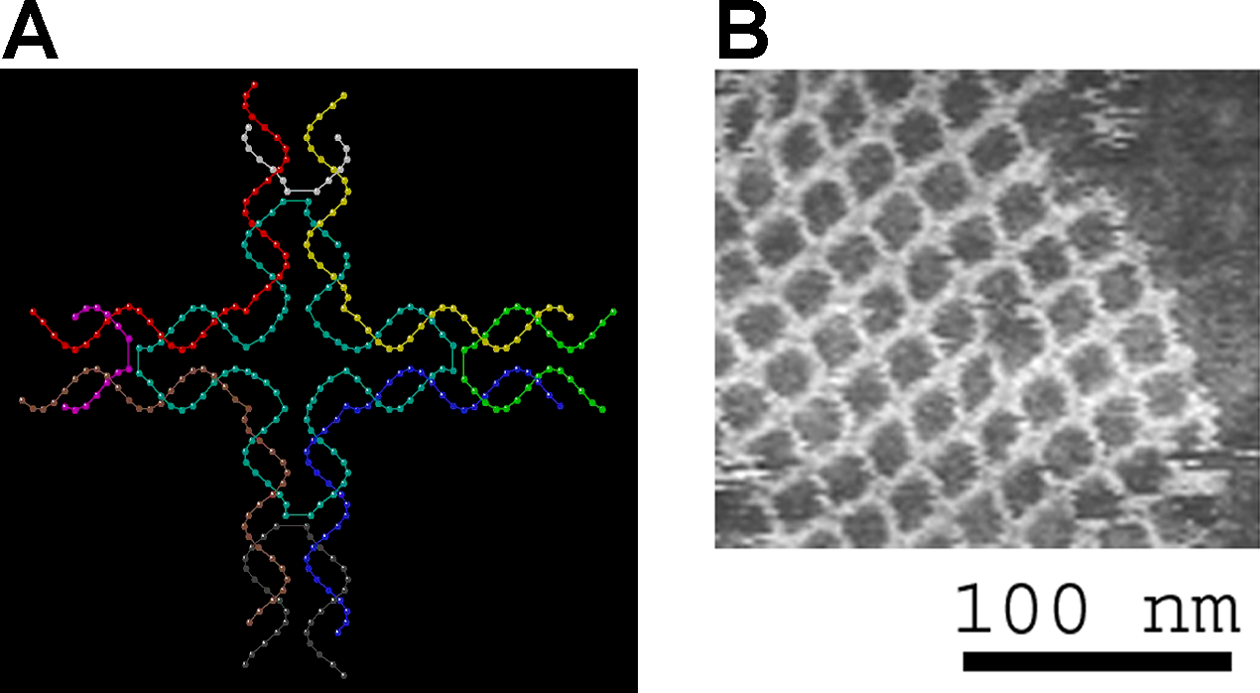
بنية الحمض النووي على اليسار (تفصيلية توضيحية) ستتجمع ذاتياً إلى تلك البنية الموضحة باستخدام مجهر الطاقة الذرية على اليمين. الصورة من سترونغ.

يمثل التجميع الذاتي الجزيئي سمةً هامةً لطرق أسفل – أعلى في تقانة الصغائر. فباستخدام التجميع الذاتي الجزيئي فإن البنية النهائية (المرغوبة) يتم برمجتها في الشكل والمجموعات الوظيفية للجزيئات. ويُشار إلى التجميع الذاتي على أنه تقنية التصنيع «من أسفل إلى أعلى»، وذلك على النقيض مع تقنية التصنيع «من أعلى إلى أسفل» والتي منها على سبيل المثال الطباعة الحجرية، حيث تُنْحَت البنية النهائية المرغوبة من كتلةٍ أكبر من المادة. وفي ضوء الرؤية التوقعية للتقانة النانوية الجزيئية، ستصنع الدارات المتكاملة microchips في المستقبل من خلال عملية التجميع الذاتي الجزيئي. ومن مزايا استخدام عملية التجميع الذاتي الجزيئي للمواد الحيوية في تشكيل وتكوين الهياكل النانوية هي أنها ستتراجع إلى جزيئاتٍ مفردةٍ والتي يستطيع الجسم تكسيرها.

### تقانة الحمض النووي النانوية
تمثل تقانة الدنا النانوية مجالاً من مجالات البحث الحالي والتي تستخدم أسلوب التجميع الذاتي من أسفل إلى أعلى، من أجل تحقيق أهداف في التقانة النانوية. مما يجعل تقنية الدنا النانوية تستخدم أسلوب خصائص التعرف الجزيئي (بالإنجليزية: molecular recognition)‏ للحمض النووي دنا والأحماض النووية الأخرى بهدف إنتاج مركبات دانوية (حمضية نووية) متفرعة تجميعية ذاتية ذات خصائصٍ مفيدةٍ. حيث يُستخدم الدنا كمادةٍ بنائيةٍ بدلاً من كونها حاملاً للمعلومات الحيوية، بهدف تكوين هياكلٍ مثل الشباك الدورية ثنائية الأبعاد (بالإضافة إلى استخدام طريقة أوريغامي الحمض النووي DNA origami) وكذلك هياكلٍ ثلاثية الأبعاد ذات أشكال متعددة الأوجه. كما استخدمت تركيبات الحامض النووي تلك لقولبة تجميع الجزيئات الأخرى ومنها الجسيمات النانوية الذهبية (بالإنجليزية: Colloidal gold)‏ وبروتينات الستريبتافيدين.

## الطبقات الأحادية ثنائية الأبعاد
غالباً ما يُشار إلى التجميع التلقائي للطبقة الواحدة من الجزيئات (مثال ذلك سماكة طبقة أحادية) في الواجهات التفاعلية على أنه تجميعاً ذاتياً ثنائي الأبعاد. حيث جاءت الأدلة والبراهين المباشرة الأولى، والتي تُظْهِرُ أن الجزيئات لها القدرة على التجميع في داخل المعماريات عالية الترتيب على واجهات التفاعل الصلبة، مع تطوير مطيافية المسح النفقي وبعدها بقليلٍ. وفي النهاية أصبح هناك طريقتان هم الأكثر شيوعاً في عملية التجميع الذاتي للمعماريات والهياكل ثنائية الأبعاد، وهما «التجميع الذاتي إثر الترسيب تحت التفريغ العالي» و«التحمية والتجميع الذاتي على واجهة التفاعل الصلبة». مما جعل تصميم الجزيئات والشروط المؤدية إلى تشكيل هياكلٍ أو معمارياتٍ عالية البلورية أحد أنماط الهندسة البلورية (بالإنجليزية: crystal engineering)‏ ثنائية الأبعاد على المستوى النانوي.

## المزيد من القراءات والمصادر الخارجية
- «التحديات والأفكار الاختراقية في الأبحاث المعاصرة للتجميع الذاتي» Sci. Technol. Adv. Mater. 9 No 1(2008) 014109 (96 pages) free download
- G Kurth، Dirk (2008). "وحدات الجزيئات المرئية الفلزية كنموذجٍ لعلم المواد". مجلة العلوم وتقنية المواد المتقدمة. ج. 9: 014103. DOI:10.1088/1468-6996/9/1/014103. {{استشهاد بدورية محكمة}}: |format= بحاجة لـ |url= (مساعدة)
- Bureekaew، Sareeya؛ Shimomura، Satoru؛ Kitagawa، Susumu (2008). "كيمياء وتطبيقات بوليمرات التنسيق اللينة المسامية". مجلة العلوم وتقنية المواد المتقدمة. ج. 9: 014108. DOI:10.1088/1468-6996/9/1/014108. {{استشهاد بدورية محكمة}}: |format= بحاجة لـ |url= (مساعدة)
- أوراق بحثية في التجميع الذاتي الجزيئي
- ما وراء الجزيئات: التجميع الذاتي للمكونات المتوسطة.  نسخة محفوظة 1 أغسطس 2013 at Archive.is
- Whitesides, G. M. & Grzyboski, B. (2002) Science 295, 2418-2421.
- Rothemund PWK, Papadakis N, Winfree E (2004)  التجميع الذاتي الحسابي لمثلثات سيربنسكي الدانوية. PLoS Biol 2(12)
- C2 ويكي: التجميع الذاتي من منظمور برمجة الحاسوب..
- هيكل وديناميكيات الهياكل النانوية العضوية.
- للشبكات التنسيق العضوي الفلزي للنحاس وoligopyridines على الغرافيت

تقانة نانوية